# Đuro Ostojić
Đuro Ostojić, En Serbio:Đуро Остоjић, (nacido el 17 de febrero de 1976 en Bijelo Polje, Montenegro) es un exjugador de baloncesto montenegrino. Con 2.11 de estatura, su puesto natural en la cancha era el de pívot.

## Trayectoria
- KK Mornar Bar (1993-1997
- Budućnost Podgorica (1997-1999)
- Lovćen Cetinje (1999-2001)
- Partizan Belgrado (2001-2004)
- Club Baloncesto Breogán (2004-2006)
- Beşiktaş (2006-2007)
- PAOK Salónica BC (2007)
- BCM Gravelines (2007-2008)
- Panellinios Atenas (2008-2011)